# الحرب الأهلية الكوستاريكية
الحرب الأهلية الكوستاريكية هي أكثر الحروب دموية في تاريخ كوستاريكا في القرن العشرين مع أنها دامت لـ 44 يومًا فقط من 12 مارس إلى 24 أبريل في سنة 1948، راح ضحيتها حوالي 2000 شخص، كانت الحرب بين جيش التحرير الوطني الكوستاريكي والحكومة الكوستاريكية. قامت الحرب بعد أن أبطل المجلس التشريعي المؤيد للحكومة نتائج الانتخابات الرئاسية في فبراير بعد أن فازت المعارضة بِها بقيادة أوتيليو أولاتي بلانكو. حَيثُ ادعى المجلس التشريعي أن المعارضة قد زوّرت الانتخابات. ومنذ ذلك الوقت قاد خوسيه فيغيريس فيرير جيشًا مدنيًا من أجل الإطاحة بحُكِم الرئيس تيودورو بيكادو الديكتاتوري والذي هُزِمَت قُواتهِ بِسُرعة. وبعد ذلك قاد فيغيريس الانتخابات الجديدة في ديسمبر ليُصبَح هو رئيس كوستاريكا. شجع قيام هذه الحرب الرئيس الكوستاريكي على إلغاء الجيش الكوستاريكي في العام التالي لكي لا يقوم أي حاكم باستغلال جيشهِ فيما بعد.
بعد الحرب حكم فيغيريس لمدة سنة ونصف، بوصفه رئيسًا للمجلس الحكومي المؤقت الذي حل الجيش وأشرف في شهر ديسمبر على انتخابات الجمعية الدستورية، التي أصدرت بعد ذلك دستور عام 1949 الجديد. بعد ذلك تنحى المجلس عن السلطة، وسلمها إلى أوتيليو بلانكو. لم تشهد كوستاريكا أي عنف سياسي كبير من بعد هذه الحرب.

## خلفية
في أربعينيات القرن العشرين هيمن رافاييل أنخيل كالديرون (طبيب شغل منصب رئيس كوستاريكا من عام 1940 إلى عام 1944) على المشهد السياسي في كوستاريكا. كان دستور كوستاريكا يحظر إعادة الانتخاب مرتين على التوالي، فلجأ حزب كالديرون (الحزب الجمهوري الوطني) إلى الأستاذ تيودورو بيكادو ميشالسكي –الذي كان يُعد شخصية ضعيفة يتحكم فيها كالديرون– واتخذه مرشحًا له في انتخابات عام 1944 الرئاسية.
لجأت حكومة بيكادو عدة مرات إلى استغلال القوات العسكرية للحفاظ على السلام، وكانت العناصر الموالية لكالديرون في المؤسسات العسكرية كثيرًا ما تتورط في أحداث العنف في الشوارع، وهذا أدى إلى تلطيخ صورة القوات العسكرية في أذهان الشعب. كانت الحركة الشيوعية الكوستاريكية، التي كانت تُنظَّم في «حزب الطليعة الشعبي» الذي كان تحت قيادة مانويل مورا، متحالفة مع حكومة بيكادو، وساهمت في البلبلة بنشر ميليشياتها ضد المعارضين. مع تصاعد أعمال العنف، بدأ أنصار المعارضة يحملون أسلحة، وبدأت الشرطة تهدد باستعمال الأسلحة أيضًا، بدلًا من مجرد تفريق المتظاهرين بالضرب.
أدى الاشمئزاز من أعمال العنف الحكومية الانتقامية من المعارضة إلى إضراب الأسلحة المسقَطة (بالإسبانية: Huelga de Brazos Caídos)، وهو إضراب عطل حركة التجارة في كوستاريكا لمدة 7 أيام. بدأ المتظاهرون الشيوعيون والمؤيدون لكالديرون في نهب الشركات التي شاركت في الإضراب، ولجأ بيكادو إلى استعمال القوة ضد المضربين، بتخويف التجار والحرفيين، وتهديد العمال بالفصل والخدمة العسكرية. بنهاية الإضراب أخذت الشرطة وقوات الجيش تجري دوريات في الشوارع، وكانت العاصمة سان خوسيه تبدو كما لو كانت تحت الحصار.
كان كالديرون نفسه مرشح الحزب الحاكم في انتخابات عام 1948 الرئاسية، وكانت ثمة مخاوف منتشرة من أن الحكومة سوف تتدخل لضمان فوزه مجددًا على خصمه الصحفي أوتيليو بلانكو. ولتهدئة تلك المخاوف جعلت حكومة بيكادو الانتخابات الرئاسية لأول مرة في تاريخ كوستاريكا تحت إشراف محكمة انتخابية مستقلة.

## فيغيريس والفيلق الكاريبي
في 12 إبريل من عام 1942 نُفي خوسيه فيغيريس فيرير، الذي كان رجل أعمال كوستاريكيًّا، إلى المكسيك.